# Massively multiplayer online game

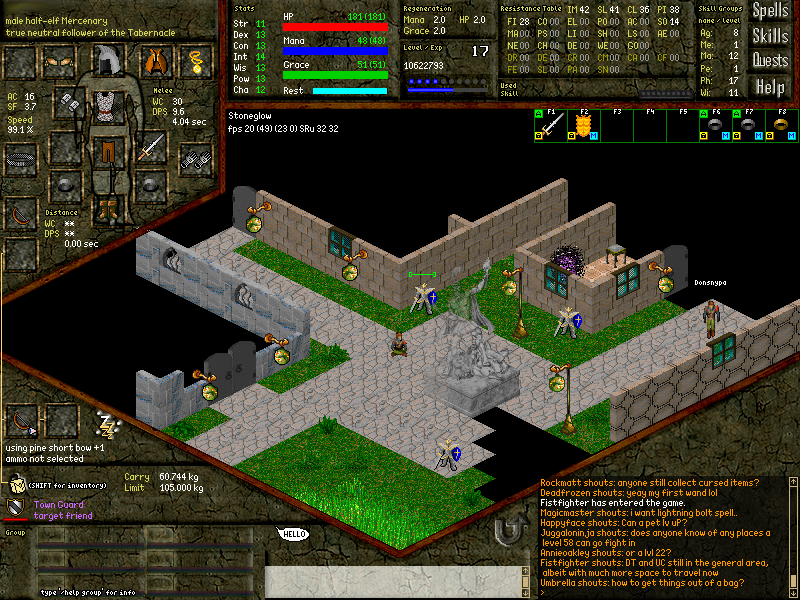
Gra Daimonin jako przykład gry MMOG

Massively multiplayer online game (w skrócie: MMOG lub MMO) – typ gry komputerowej rozgrywanej przez wielu graczy za pośrednictwem Internetu. Do głównych cech gier tego typu należą rozbudowana komunikacja, możliwość handlu i nawiązywania relacji politycznych z innymi  graczami.